# John Baptist Jung Shin-chul
John Baptist Jung Shin-chul (ur. 22 października 1964 w Inczonie) – koreański duchowny katolicki, biskup Inczon od 2016.

## Życiorys

### Prezbiterat
Święcenia kapłańskie otrzymał 29 stycznia 1993 i został inkardynowany do diecezji Inczon. Po krótkim stażu wikariuszowskim został wysłany do Paryża na studia doktoranckie z zakresu katechetyki. Po uzyskaniu w 2002 tytułu doktora powrócił do kraju i rok później objął stanowisko wykładowcy inczońskiego uniwersytetu katolickiego. W 2009 został też dyrektorem kurialnego wydziału ds. powołań.

### Episkopat
29 kwietnia 2010 został mianowany biskupem pomocniczym archidiecezji Inczon ze stolicą tytularną Cuicul. Sakry biskupiej udzielił mu 16 czerwca 2010 ówczesny ordynariusz - biskup Boniface Choi Ki-san.
10 listopada 2016 papież Franciszek mianował go biskupem ordynariuszem diecezji Inczon.